# Metroxpress
metroxpress (ved starten metroXpress) var den første gratisavis, som blev udgivet dagligt i Danmark med start den 3. september 2001. metroxpress eksistede i perioden 2001 - 2018. I begyndelsen blev avisen kun uddelt i København, men kort efter fulgte udgivelse i Århus og senere resten af landet. I 2004 blev distributionen af avisen øget, så den med egne ord blev landsdækkende. Avisen er desuden også tilgængelig på mange uddannelsesinstitutioner.
Avisen udkommer ifølge Dansk Oplagskontrol i 223.757 eksemplarer mandag-fredag (2. halvår 2006). Læsertallet udgjorde i 1. halvår 2007 ca. 574.000, hvilket gør metroxpress til Danmarks mest læste morgenavis.
Avisen blev lanceret som en del af den svenske mediekoncern Metro International. På verdensplan udkommer avisen i 21 lande i 57 forskellige nationale og regionale udgaver. Avisen udgives primært under navnet Metro, hvilket dog fraviges i visse lande pga. varemærkeproblemstillinger. I Danmark skyldes navnet metroXpress, at Det Berlingske Officin har registreret “Metro” som varemærke i avissammenhæng. Officinet udgav i øvrigt den konkurrerende gratisavis Urban, der dog lukkede i januar 2012.
I 2006 fik de to gratisaviser konkurrence fra yderligere tre aviser, der også var gratis, nemlig 24timer, Dato og Nyhedsavisen. Disse tre leveres hovedsageligt til bopælen i brevsprække og postkasse i modsætning til MetroXpress og Urban, der er trafikaviser, dvs. at de omdeles ved trafikknudepunkter og andre steder, hvor folk færdes.
metroxpress begyndte den 21. august 2006 at udgive endnu en gratisavis, der uddeles i hovedstadsområdet fra kl. ca. 14.30 om eftermiddagen. Den lukkede dog efter tre måneder på grund af dårlig økonomi. Alt tyder på det kun var et alternativt udspil i forbindelse med gratisaviskrigen der fandt sted omkring den periode i håb om at kapre flere læsere.
Fra marts 2007 har metroxpress også kunnet læses i pdf-version online.
I maj 2008 fusionerede Metroxpress og 24timer, men de udkom fortsat som to selvstændige aviser frem til marts 2013. Ved fusionen overtog 24timers hidtidige ejere, JP/Politikens Hus, 24,5% af aktierne i MetroXpress. A-Pressen ejede yderligere 24,5%, mens de resterende 51% ejedes af Metro International.
I slutningen af 2012 blev det offentliggjort, at samtlige aktier var overdraget til den schweiziske mediekoncern Tamedia AG, der udgiver gratisavisen '20 Minuten' i hjemlandet. De nye ejere lukkede 24timer og relancerede metroxpress med nyt layout, mindre format og yngre profil i april 2013.
Metroxpress' hjemmeside mx.dk lukkede i februar 2018, hvorved hjemmesiden blev sammenlagt med bt.dk.
Omstruktureringen medførte 93 nedlagte stillinger. Den trykte version af Metroxpress skiftede efter omstruktureringen navn til BT Metro og forblev gratis.

## Ekstern henvisning
- MetroXpress' hjemmeside Arkiveret 13. august 2006 hos  Wayback Machine